# Dworek (powiat sztumski)
Dworek – wieś w Polsce położona w województwie pomorskim, w powiecie sztumskim, w gminie Mikołajki Pomorskie.
W latach 1954–1959 wieś należała i była siedzibą władz gromady Dworek, po jej zniesieniu w gromadzie Mikołajki Pomorskie. W latach 1975–1998 miejscowość należała administracyjnie do województwa elbląskiego.

## Zabytki
Według rejestru zabytków NID na listę zabytków wpisany jest park dworski, nr rej.: A-917 z 28.06.1968.